# Panurgus dargius
Panurgus dargius är en biart som beskrevs av Warncke 1972. Panurgus dargius ingår i släktet fibblebin, och familjen grävbin. Inga underarter finns listade i Catalogue of Life.